# Nagalingam Rasalingam
Nagalingam Rasalingam (* um 1935) ist ein sri-lankischer Badmintonspieler. 

## Karriere
Nagalingam Rasalingam wurde 1955 erstmals nationaler Meister in Sri Lanka. Weitere Titelgewinne folgten 1957, 1960 und 1962.

## Sportliche Erfolge
| Saison | Veranstaltung               | Disziplin    | Platz | Name          |
| ------ | --------------------------- | ------------ | ----- | ------------- |
| 1955   | Sri-lankische Meisterschaft | Herreneinzel | 1     | N. Rasalingam |
| 1957   | Sri-lankische Meisterschaft | Herreneinzel | 1     | N. Rasalingam |
| 1960   | Sri-lankische Meisterschaft | Herreneinzel | 1     | N. Rasalingam |
| 1962   | Sri-lankische Meisterschaft | Herreneinzel | 1     | N. Rasalingam |